# Gymnastes (Paragymnastes) hylaeus
Gymnastes (Paragymnastes) hylaeus is een tweevleugelige uit de familie steltmuggen (Limoniidae). De soort komt voor in het Oriëntaals gebied.